# Emma Nyströmer
Emilia Therese Nyströmer, född 4 april 1841 i Hejnums socken, Gotlands län, död 24 februari 1920 i Engelbrekts församling, Stockholm, var en svensk affärsidkare. Hon var direktör för och sedan ägare av modefirman Tunborg & Co 1895-1920. 

## Biografi
Emma Nyströmer var dotter till löjtnanten vid Gotlands nationalbeväring, sedermera lantbrukaren Lars August Nyströmer, och dotterdotter till prosten Johan Philip Laurin. 
Hon anställdes som bokförare vid sin svåger grosshandlaren F. V. Tunborgs firma Fr. V. Tunborg & Co, ett modemagasin i Stockholm. Hon studerade sedan konst, språk och mode i Paris, och blev vid sin återkomst 1895 anställd som direktör vid det damskrädderi som inrättades i firman 1895. 
Hon blev ensam innehavare och direktör vid sin systers och svågers död 1905. Hon sades inte haft något emot att modernisera firman med tiden: "Den nya tiden med dess många krav varken skrämde henne eller var henne motbjudande. Hon förstod den och såg med glädje de förändringar till det bättre den medförde, även när fråga var om nog så stora omvälvningar inom hennes egen firma med dess starkt patriarkaliska prägel".
År 1914 omvandlade hon firman till ett aktiebolag. 
Hon beskrivs i sin minnesskrift i Idun av Ida von Plom: 
"Utan överdrift torde det kunna påstås, att det var tack vare hennes skickliga ledning som firman uppnådde den framstående ställning den nu innehar. För kunderna var hon med sin fint kultiverade och utomordentligt säkra smak en ovärderlig hjälp, ty för modets fordringar lämnade hon aldrig skönhetssynpunkten ur sikte. Som personifikationen av konstnärlighet och förfining var för övrigt hela hennes yttre företeelse — den smidiga gestalten med dess värdiga hållning, de mörka livfulla ögonen, den utsökta fast alltid enkla klädseln och det älskvärda sättet. Därjämte besatt hon verkliga chefsegenskaper. Hon sporrade sina underordnade genom att tro på deras förmåga, hon var dem ett föredöme i energi och arbetslust, hon fordrade mycket, men var rättvis och frikostig, hon ingav respekt och varm tillgivenhet."